# Borschnitz

Wappen derer von Borschnitz

Borschnitz (auch Borsnitz, Borsenicz, Borsnicz, Porschnitz) war der Name eines schlesischen Uradelgeschlechts. Die Familie ist, trotz zahlreicher Verästelungen noch im 17. Jahrhundert mit Hans Sigismund von Borschnitz auf Buchwald († 1696) im Mannesstamm erloschen.  

## Geschichte

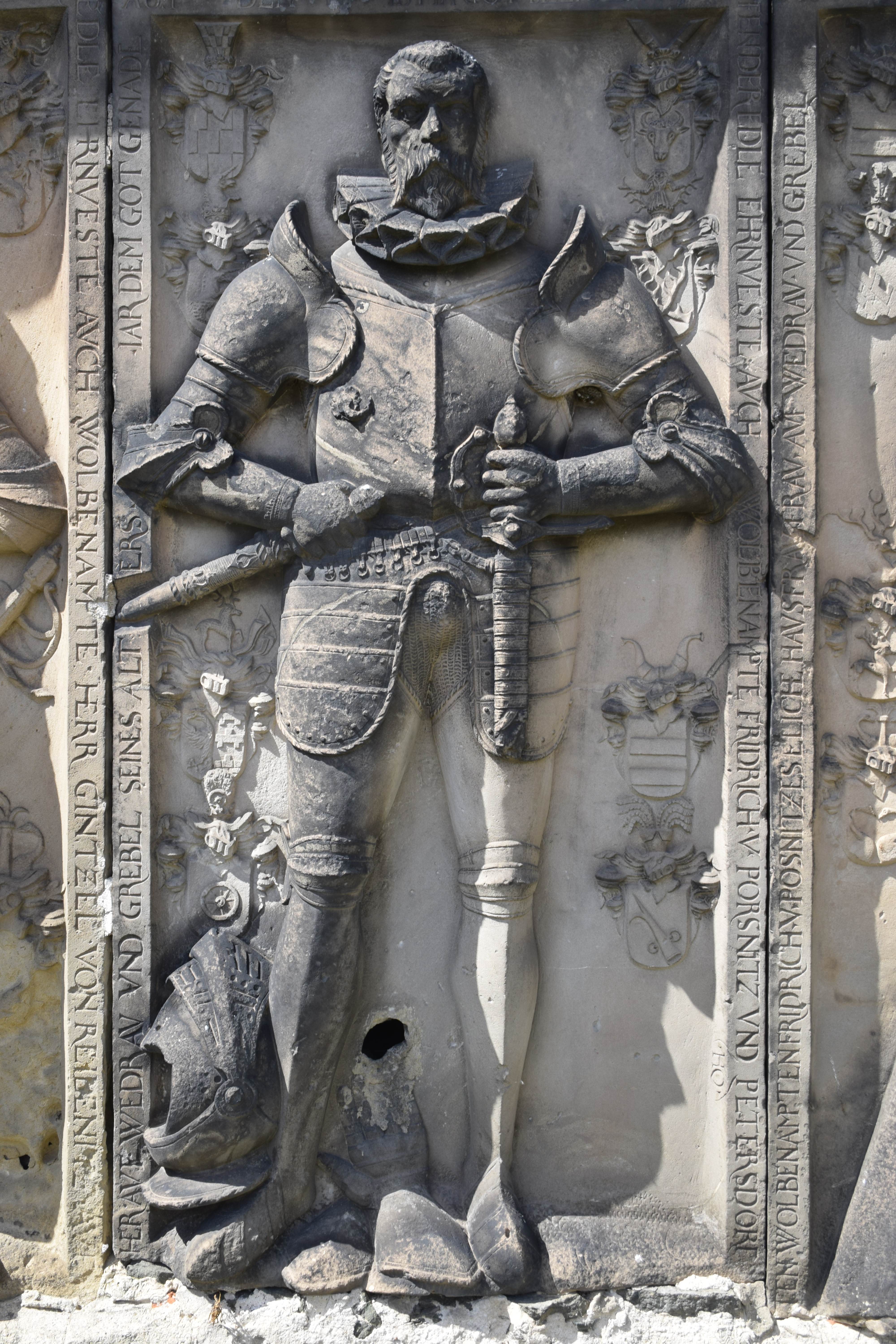
Epitaph für Friedrich von Borschnitz († 1606) in Wederau

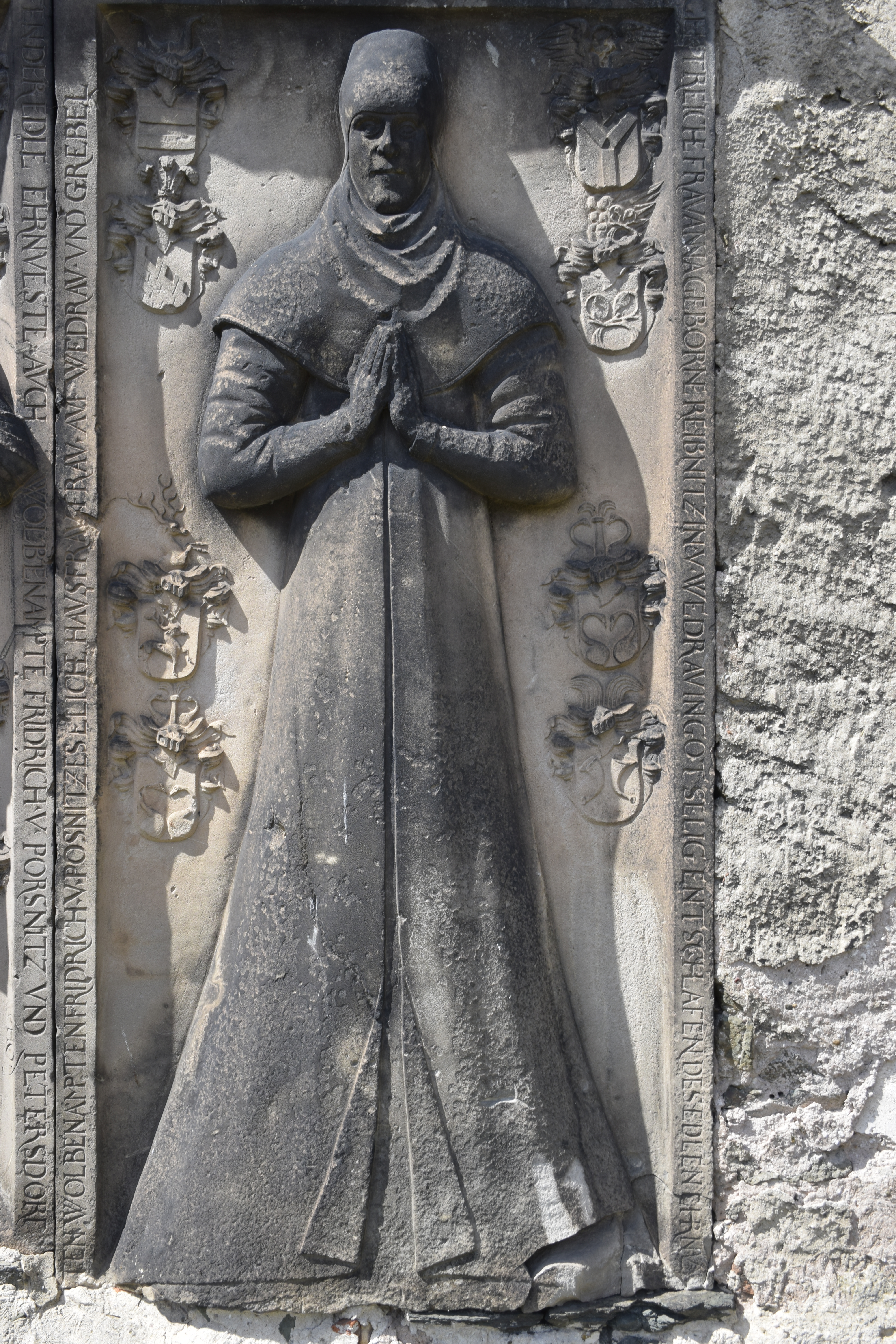
Epitaph für Anna von Borschnitz geb. von Reibnitz in Wederau

Die Herkunft der Borschnitz liegt im Dunkeln. Bereits Johann Sinapius vermutete einen vandalischen bzw. slawischen Ursprung. Als Stammsitz kommt auch Porschnitz in Meißen in Betracht. Demzufolge soll das Geschlecht im Mittelalter von Sachsen nach Schlesien gezogen sein, wo es seit dem 13. Jahrhundert nachgewiesen ist. Neben Schlesien breiteten sich die Borschnitz zeitweise im 15. Jahrhundert auch nach Großpolen und Rotruthenien auch, galten dort jedoch später als verschollen. Das Geschachte Wappen kommt in der Liste der polnischen Wappengemeinschaften vor. In Schlesien dienten mehrere Angehörige zunächst als Kastellane der Burg Nimptsch. Nach Sinapius zählten die Borschnitz zu den vornehmsten schlesischen Rittergeschlechtern. 1295 werden in einer Konfirmationsurkunde des Breslauer Herzogs Heinrich V. über den Kauf von Gütern in Prauß die Brüder „Conradus dominus de Porschniez“ und „Johannes“ erwähnt. 
Mit Konrad von Borschnitz Söhnen teilte sich das Geschlecht in mehrere Linien. Christoph von Borschnitz gründete die Linie in Prauß mit den Zweigen in Panawitz, Johnsdorf und Hohenfriedeberg; Heintze von Borschnitz kaufte 1487 von Herzog Konrad von Oels den Halt Konstadt und erhielt 1490 darüber die fürstlichen Rechte; Friedrich von Borschnitz gründete die Linie in Schönwald und Festenberg; sowie Hans von Borschnitz die Linie in Weigelsdorf bei Oels. Folgende kuriose Eintragung von Nickel von Borschnitz in ein Kostenregister aus den 1550er Jahren ist überliefert:

„Im 49. Jahre habe ich Nickel Borschnitz hier zum Prauss den 3. Tag nach St. Laurentz für der Brücken gesessen mit etlichen meiner guten Freunden, so sind drei Waitzenähren auf einem Halm also von einem Waitzenkorn gewachsen aus der Mauer des Wallgrabens. So habe ich die Aehren ausgezogen und auf dem Tisch ausgerieben; es sind 300 Körnchen in solchen Aehren gewesen. So ich gesaget, diesen Waitzen will ich Wenzeln meinem Sohne säen, weil ich lebe, und säete den Waitzen dasselbe Jahr: da ward eine Blase voll Waitzen, etliche viel hundert Körner; darnach auf's 50. Jahr, säet ich zum andern Mal den Waitzen, da ward vier Garben Waitzen; das 1551. Jahr da säet ich aber von den vier Garben, da ward 30 Garben. Im 1552. Jahr ward 7 Schock Garben. Im 1553. Jahre habe ich davon gesäet 14. Schffl.“

Aus der Verbindung von Nickel von Borschnitz mit Anna Diebitsch von Liebenau ging der Sohn Wenzel von Borschwitz (* 1540; † 30. Januar 1624) hervor, welcher Margaretha geb. von Schweinichen und Kolbnitz (* 1546; † 17. Februar 1589) heiratete. Letzterer Grabstein befindet sich auf dem Kirchhof von Prauß. Deren Tochter Margaretha von Borschnitz (* 1576; † 1. Dezember 1643) heiratete 1595 Bernhard von Stillfried und brachte ihrem Ehemann 1500 Taler Ehegeld zu. Ihr Grabstein in der Familiengruft in Neurode trägt folgende Inschrift:

„Anno 1643 den 1. Dec. des Morg. früh umb 6 Uhr ist in Gott selich entschlafen die Wohledel geborne Fraw Margareth Stielfriedin geb. Porschnitzin aus dem Hause Prauss, Fraw auf Newrode. Ihres Alters 67 J. 15 Wochen 2 Tage, deren Seelen Gott gnedig seyn wolle.“

## Besitzungen (Auswahl)

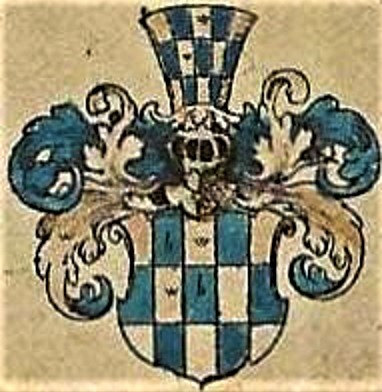
Wappen derer von Borschnitz

- Dohran (1468–1492)
- Altschammendorf (?–1469)
- Groß-Kniegnitz (1494)
- Festenberg (1500)
- Schönwald (1500–1633)
- Hohenfriedeberg (1550)
- Prauß (1550–1686)
- Johnsdorf (1558–1668)
- Konstadt (1487)
- Pannwitz (1550–1641)
- Weigelsdorf (1505)
- Goschütz (?–1605)

## Wappen
Wappen: Zweimal geteilter und viermal gespaltener Schild, bzw. geschacht von neun blau und weißen Feldern. Auf dem Helm ein Stück vom Schild blau und weiß abgeteilt. Die Helmdecke ist blau und weiß.

## Persönlichkeiten
- Johann von Borsnitz († nach 1420), Bischof von Lebus und Bischof von Gran